# Upplands runinskrifter 440
Upplands runinskrifter 440 är en vikingatida runristad gravhäll av granit i Odensala kyrka, Odensala socken och Sigtuna kommun. Stenen är 1,4 meter hög och cirka 0,62 meter bred. Runhöjden är 6-8 centimeter. Stenen är uppställd i kyrkans tornrum. Den låg som tröskelsten i kyrkan fram till 1920 då den flyttades till sin nuvarande plats. Från början var det dock en tillhuggen gravsten avsedd att ligga på en grav och har sin ursprungliga plats på Odensala kyrkogård.

## Inskriften
Translitterering av runraden:
[þo](r) · ok · siriþ · litu · kiara merki · eftiʀ · su͡n sin · sihþor · kuþ · berhi · siulu · hans
Normalisering till runsvenska:
Þorðr/Þorr/Þorn ok Sigrið letu gæra mærki æftiʀ sun sinn Sigþor(?)/Sigþorn(?). Guð bergi siolu hans.
Översättning till nusvenska:
Tord och Sigrid läto göra minnesmärket efter sin son Sigtor. Gud bärge hans själ.